# سی ویچ (کشتی کانتینر)
سی ویچ(کشتی کانتینر) (به انگلیسی: Sea Witch (container ship)) یک کشتی است که طول آن 610 ft. می‌باشد. این کشتی در سال ۱۹۶۸ ساخته شد.